# Shine On (Sarah McLachlan)
Shine On è l'ottavo album in studio natalizio della cantautrice canadese Sarah McLachlan, pubblicato nel 2014.

## Tracce
1. In Your Shoes – 3:53
2. Flesh and Blood – 4:19
3. Monsters – 3:13
4. Broken Heart – 3:18
5. Surrender and Certainty – 4:47
6. Song for My Father – 3:17
7. Turn the Lights Down Low – 3:56
8. Love Beside Me – 4:37
9. Brink of Destruction – 3:58
10. Beautiful Girl – 3:34
11. The Sound that Love Makes – 2:17

Tracce bonus - Ed. Deluxe
1. What's It Gonna Take – 3:02
2. Little B – 2:45